# Avro 683 Lancaster
(Don Charlwood - Navigatore su un Avro Lancaster, 1942)

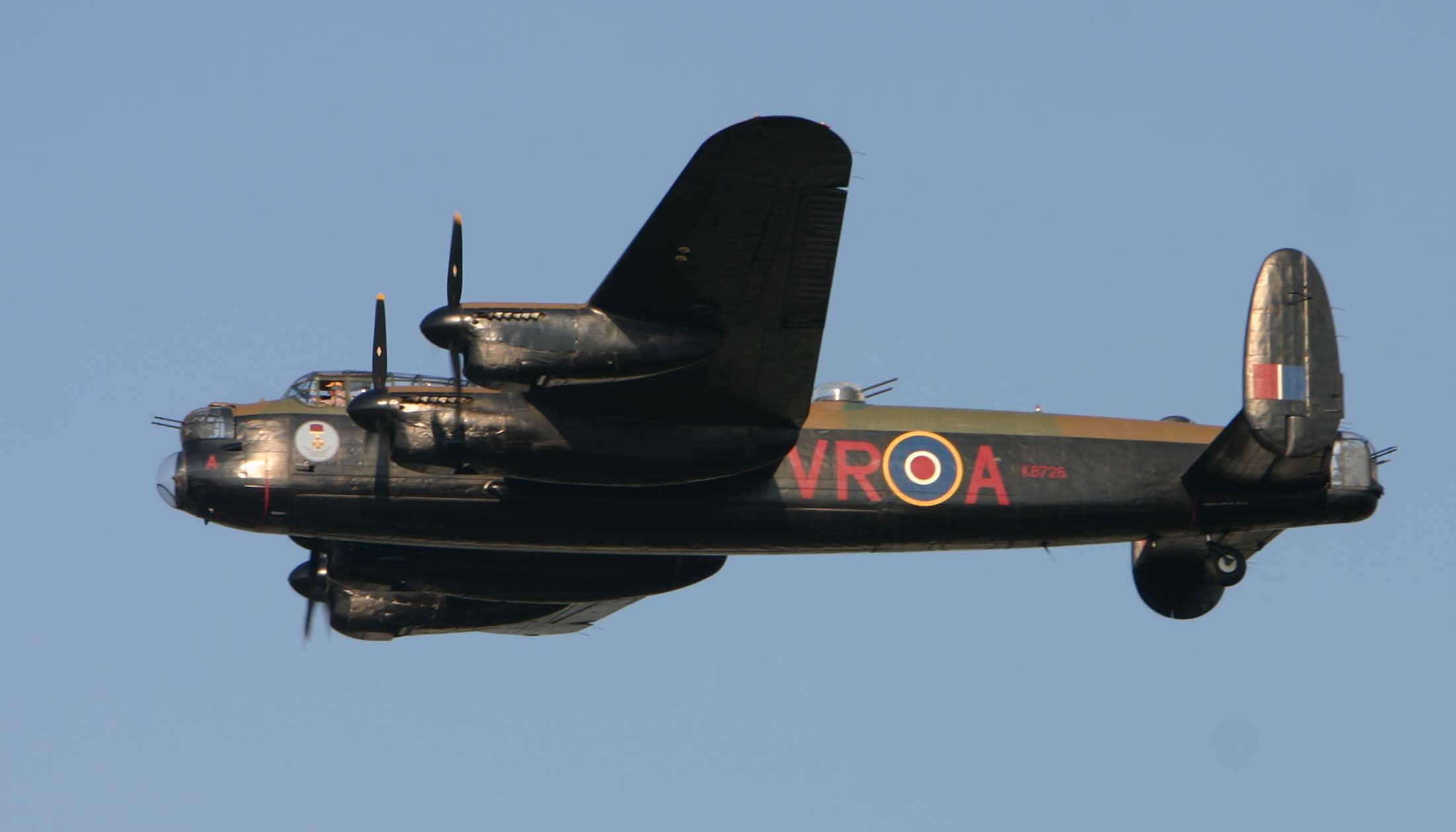
Avro Lancaster conservato in condizioni di volo dal gruppo Battle of Britain Memorial Flight fotografato nel 2005

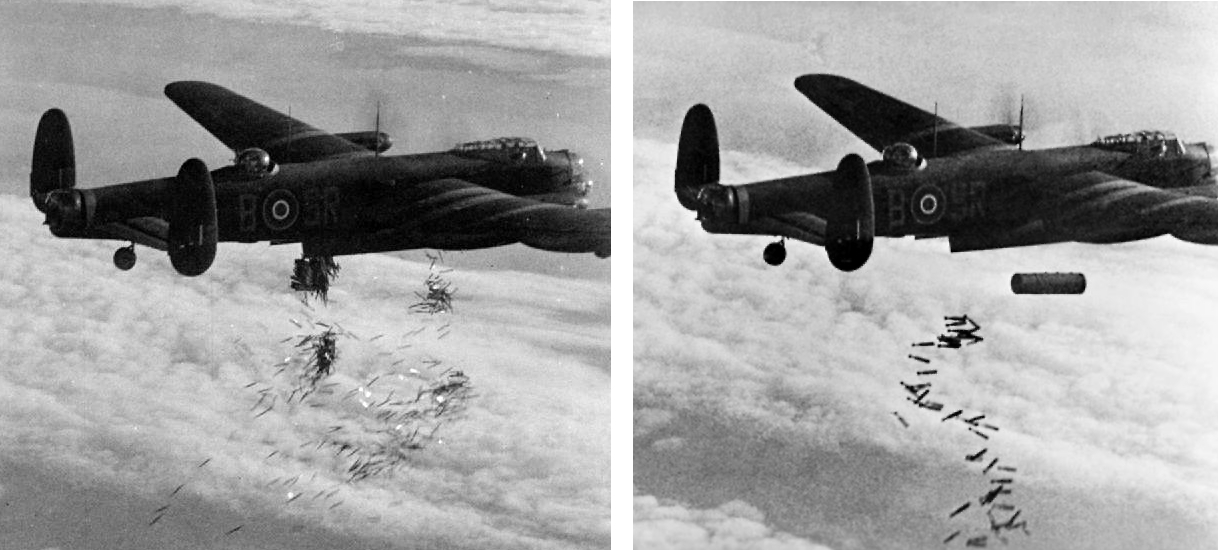
Lancaster I NG128 sgancia spezzoni incendiari e poi bombe durante il raid su Duisburg del 14 ottobre 1944

L'Avro 683 Lancaster era un bombardiere pesante quadrimotore ad ala media progettato e costruito principalmente dall'azienda britannica Avro (A.V. Roe and Company). Utilizzato dalla RAF a partire dal 1942, assieme all'Handley Page Halifax fu il principale bombardiere strategico della RAF e delle altre forze aeree dei paesi del Commonwealth. Venne utilizzato principalmente come bombardiere notturno.

## Storia

### Sviluppo
L'Avro Type 683 Lancaster nacque per rimediare a un progetto fallimentare, quello del bimotore che l'aveva preceduto. Infatti, nel luglio 1936, i principali costruttori di cellule ricevettero le bozze delle specifiche B.12/36 e P.13/36 emesse dall'Air Ministry britannico. La prima richiedeva un bombardiere pesante strategico, con il quale sostituire l'Armstrong Whitworth AW.38 Whitley. La seconda verteva su un "bombardiere medio bimotore per l'impiego in tutto il mondo", per sostituire gli Handley-Page HP.50 Heyford.
Entrambe le specifiche comportavano alcune limitazioni pratiche: per poter rientrare negli hangar disponibili ed essere trasportato via terra con i mezzi in dotazione, doveva avere un'apertura alare massima di 30,50 m, la sezione centrale di fusoliera non più lunga di 10,70 m e non più larga di 2,44 m e corda alare in corrispondenza delle gondole dei motori di non più di 6,70 m. Per il P.13/36 era previsto il ricorso a due motori Rolls-Royce Vulture, e il carico bellico avrebbe dovuto essere rilevante: 16 bombe da 225 kg o 4 bombe dirompenti-perforanti da 900 kg ma, elemento determinante per le fortune degli aerei prescelti, si chiedeva anche una stiva unica, per consentire il trasporto di due siluri lunghi 5,56 m. Una proposta fu presentata dalla de Havilland, che offrì un DH.91 Albatros passeggeri, riprogettato e rimotorizzato con due Rolls-Royce Merlin, scartato già in fase preliminare, mentre furono presi in considerazione l'Avro Type 679 e lo Handley-Page HP.56, entrambi con due motori Rolls-Royce Vulture.
Già nel luglio 1937, la Handley-Page e la RAF cominciarono a nutrire dubbi sulla scelta del motore e presero in considerazione un impianto propulsivo più frazionato, con quattro Bristol Pegasus o Taurus, Napier Dagger, Rolls-Royce Kestrel, Wright G-200 Cyclone o Pratt & Whitney R-1830 Twin Wasp o R-2000, e in agosto la Handley-Page optò definitivamente per quattro Merlin, dando vita all'HP.57, che fu prodotto in grande serie con il nome di Halifax. La Avro ritenne, invece, di procedere con il bimotore, per non affrontare una riprogettazione così importante: il Type 679 Manchester volò per la prima volta il 25 luglio 1939 con due Rolls-Royce Vulture, pilotato dal Capitano Brown, seguito quasi un anno dopo, il 26 maggio 1940 dal secondo prototipo. Come le altre macchine con gli stessi propulsori, anche il Manchester incontrò ritardi e grossi problemi e già nel maggio 1940 la Avro decise di adottare i meno potenti Merlin, montandone quattro. Era nato così il Type 683, chiamato ancora Manchester III. Il bimotore fu comunque approvato come corrispondente alla specifica B.19/37 e ne furono ordinati 200 esemplari, poi aumentati a 400.
I primi Manchester Mk I avevano impennaggi con tre derive, mentre i successivi Mk IA ne avevano solo due, il disegno delle quali fu mantenuto per il Lancaster. La RAF, in risposta ai problemi del Manchester, propose alla Avro di produrre su licenza l'Halifax, ma la dirigenza rispose che, sostituendo i due Vulture con quattro Merlin, come aveva fatto la Handley-Page, si sarebbero ottenuti gli stessi buoni risultati. La RAF ebbe fiducia e convertì parte degli ordini per il Manchester Mk IA nella richiesta di 454 Manchester III (poi Lancaster Mk I), il cui primo esemplare volò il 9 gennaio 1941 con quattro motori Merlin X, seguito dal primo esemplare di serie il 31 ottobre. Le consegne cominciarono il 25 dicembre 1941 con il No. 44 Squadron di Waddington.

### Impiego operativo
Il Lancaster entrò in servizio con il No. 44 Squadron della RAF a Waddington nel dicembre 1941, ed ebbe il suo battesimo del fuoco il 3 marzo 1942, procedendo per tutta la guerra e arrivando a 156 000 missioni, delle quali 107 085 sulla Germania, nelle quali furono impiegate 608 612 t di bombe e più o meno un miliardo di litri di benzina.
3 936 Lancaster furono perduti in combattimento; l'aeroplano non aveva particolari carenze, ma fu impiegato tantissimo e in condizioni difficili. Il tasso di perdite fu di un aereo ogni 39,6 missioni, uno tra i più favorevoli, e risultò particolarmente elevato il carico di bombe medio per missione: 3,9 t.
Il Lancaster fu uno degli strumenti decisivi della vittoria alleata, con il conseguimento di risultati eccezionali come l'affondamento della corazzata Tirpitz con le bombe Tallboy, la distruzione del viadotto di Bielefeld con le Tallboy e le Grand Slam, o la più volte celebrata distruzione delle dighe sui fiumi Möhne, Eder e Sorpe tramite le bombe rimbalzanti (vds. Operazione Chastise). Nella maggior parte di queste imprese, i "Lankie", com'erano soprannominati dagli equipaggi  riuscirono dove qualsiasi altro aereo aveva fallito.
I Lancaster continuarono a prestare servizio nella RAF ancora per qualche tempo dopo la fine della seconda guerra mondiale, per essere poi rilevati dai Lincoln. Argentina, Australia, Canada, Francia ed Egitto lo impiegarono anche nel dopoguerra.
Oggi, solo 17 Lancaster sono conosciuti d'essere preservati, e solo due sono conservati in condizioni di volo; uno nel Regno Unito e l'altro nel Canada.

## Versioni

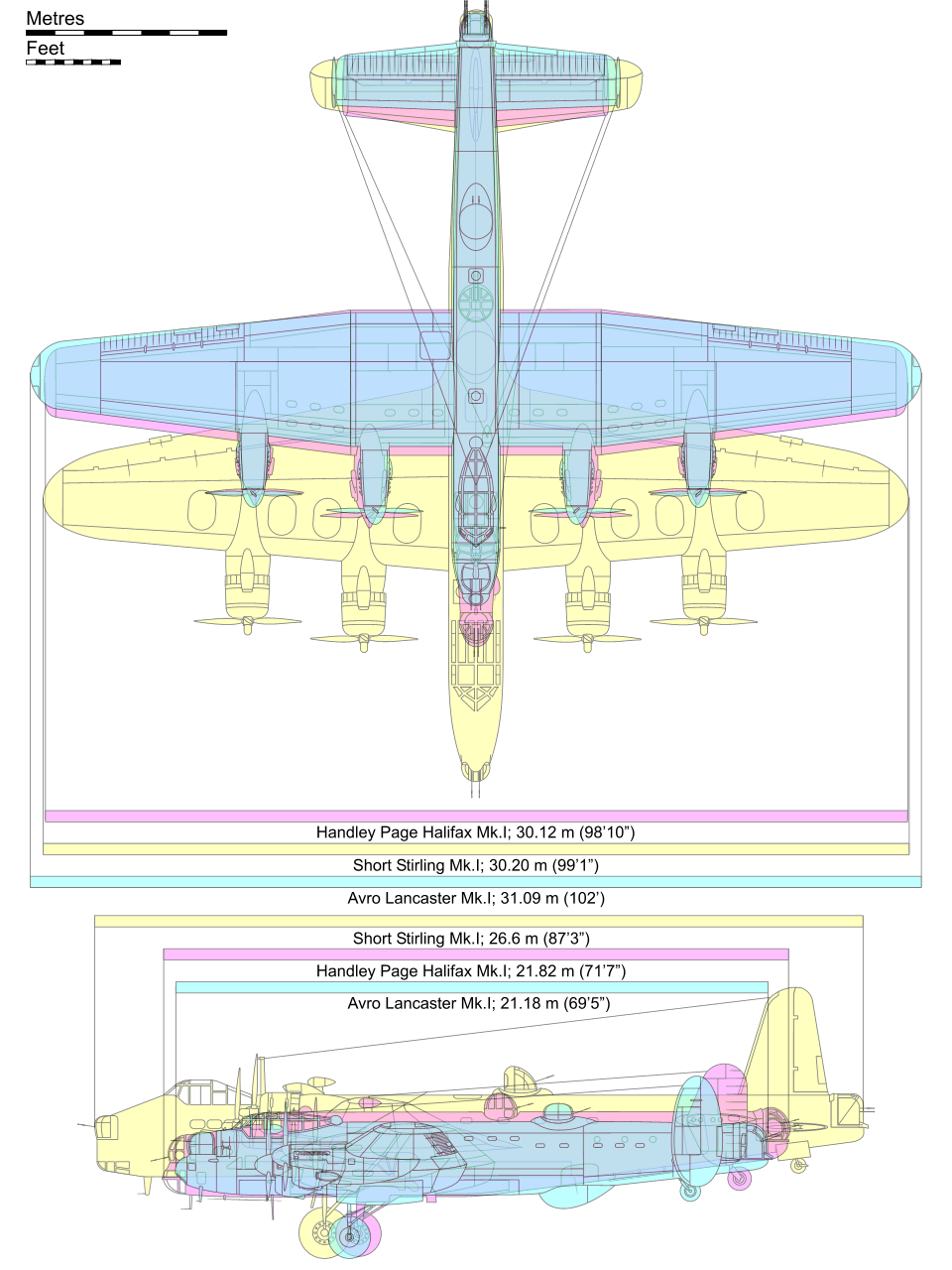
Schema comparativo del Lancaster e dei suoi contemporanei Handley Page Halifax e Short Stirling

Oggetto di un notevolissimo sforzo industriale, il Lancaster fu realizzato in numerose versioni che, tuttavia, erano sostanzialmente simili, a parte la possibilità di passare a differenti propulsori.
- Lancaster: ex Manchester III, realizzato in due prototipi con motori Rolls-Royce Merlin X da 1 130 hp (840 kW) ciascuno. Primo volo il 9 gennaio 1941.
- Lancaster Mk I: prima versione di serie con motori Merlin XX da 1 280 hp (954 kW]), sostituiti nel corso della produzione dai Merlin 22 e 24 e con diverse modifiche nella sistemazione dell'armamento. Dal 1942 i Mk I furono ridesignati B Mk I. Importanti modifiche furono rappresentate dai B Mk I Special con stiva modificata per trasportare una bomba Grand Slam da 9 980 kg (22 000 lb) o Tallboy da 5 443 kg (12 000 lb) e carrello irrobustito, B Mk I (FE), con un serbatoio di carburante nel dorso e PR Mk I (FE) da ricognizione strategica. Primo volo nell'ottobre 1941; 3 440 esemplari prodotti.
- Lancaster B Mk II: versione dotata di radiali Bristol Hercules VI o XVI da 1 735 hp, creata per sopperire all'eventuale insufficienza nella produzione dei Merlin. Primo volo il 21 settembre 1941; costruito in 302 esemplari.
- Lancaster B Mk III: praticamente uguale agli ultimi Mk I, aveva motori di produzione americana Packard V-1650-28 da 1 300 hp, Merlin 38 da 1 390 hp e Merlin 224 da 1 620 hp. Gli aeroplani adattati al trasporto della speciale bomba-mina Wallis Upkeep erano i B Mk III Type 464 (P). Alcuni furono modificati in ASR Mk III/ASR 3 per soccorso marittimo, ed alcuni modificati in GR 3/MR 3  per la ricognizione marittima che hanno servito nel Royal Air Force Coastal Command. Costruiti 3020 esemplari.
- Lancaster B Mk IV: poi ridesignato Avro Lincoln B Mk 1.
- Lancaster B Mk V: poi ridesignato Lincoln B Mk 2.
- Lancaster B Mk VI: due cellule di Mk I e 7 di Mk III con motori Merlin 85 e 87 da 1 635 hp in gondole ridisegnate.
- Lancaster B Mk VII: versione con torretta dorsale Martin con due mitragliatrici da 12,7 mm, costruita esclusivamente dalla Austin Motor Company in 180 esemplari.
- Lancaster B Mk VIII: versione non costruita.
- Lancaster B Mk IX: versione non costruita.
- Lancaster B Mk X: un B Mk III costruito su licenza dalla canadese Victory Aircraft Limited in 430 esemplari, con motori Packard V-1650-38 o 224.

In tutto sono stati realizzati 7 378 Lancaster (prototipi esclusi). Oltre a questi si possono ricordare i velivoli derivati dal Lancaster: i 202 Manchester, i Lancastrian da trasporto, i 253 York di linea, i 604 Lincoln, che furono il derivato finale da bombardamento e i 185 Shackleton da pattugliamento marittimo.

## Utilizzatori
Argentina
- Fuerza Aérea Argentina

 Australia
- Royal Australian Air Force

 Canada
- Royal Canadian Air Force

 Egitto
- Royal Egyptian Air Force

 Francia
- Aviation navale

 Nuova Zelanda
- Royal New Zealand Air Force

 Polonia
- Polskie Siły Powietrzne

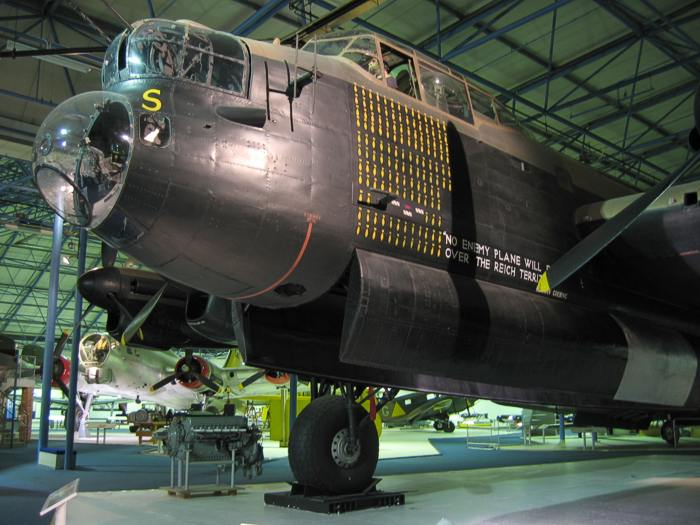
Avro Lancaster esposto al Museo della RAF di Hendon

  - No. 300 Polish Bomber Squadron "Ziemi Mazowieckiej"

 Svezia
- Svenska Flygvapnet

 Regno Unito
- Royal Air Force
- Fleet Air Arm

 Unione Sovietica
- Aviacija Voenno-Morskogo Flota